# Јан Бибијан
Јан Бибиан је први бугарски фантастични роман за децу бугарског књижевника Елина Пелина. Роман се састоји из два дела - Јан Бибијан. Невероватне авантуре једног детета (оригинални бугарски наслов: Ян Бибиян. Невероятни приключения на едно хлапе) (1933) и Јан Бибијан на Месецу (оригинални бугарски наслов: Ян Бибиян на Луната) (1934).
„Ко год да си, драги читаоче“, пише Елин Пелин, „из ове књиге научићеш како се Јан Бибијан удружио с малим врагом Фјутом, како је главу заменио глиненом, како се потом нашао у магичном царству Великог чаробњака Мирилајлаја и како се после дивних и храбрих авантура спасио. Његова страдања и његова борба да се ослободи зла оплеменили су му душу, отврднули вољу, учинили је храбрим и предузимљивим. Тако се попео на Месец и успео да оствари сан који је бескомпромисне научнике вековима покретао дивљом маштом. „

## Креативна историја
Објављен је у облику летака у новинама за децу и адолесценте „Пут“. Први део - Јан Бибијан. Невероватне авантуре једног детета - објављено у издању. 2 из 1933, и Јан Бибијан на Месецу - у издању 3 из 1934. Дело је писано током објављивања, што је довело до бројних промена, исправки и корекција како од стране Елина Пелина, тако и од уредника будућих издања. Прво самостално издање објављено је 1933. године - Јан Бибијан. Невероватне авантуре једног детета (Софија, издавачка кућа Хемус, 168 страница, илустрације: Минчо Никифоров). Следе ревидирана издања Јана Бибијана из 1941. и 1946, а 1948. Издавачка кућа "Народна Младеж" издаје комплетно издање романа са најновијим исправкама које су у њега унете, а илустрације су нове, од истог уметника - Минча Никифорова.
1983. године роман је изашао као стрип у часопису „Дуга“ и којег је адаптирао уметник Росен Манчев.
Роман је филмован 1985. године. Режирао га је Васил Апостолов. У њему учествују Микаел Дончев (Јан Бибијан), Маргарита Апостолова (Фјут), Цветана Манева (мајка Јана Бибијана) и Георги Тодоров Калоjанчeв (Поп).

## Жанровска диференцијација
Први део жанровски је средњи, између бајке за децу и фантазије. Други је класична научна фантастика (изузимајући епизодни изглед ђавола Фјута - главног јунака првог дела).

## Радња
Писац Јана Бибијана води једним сасвим неуобичајеним путем у времену: у првом делу романа он живи у свету далеке прошлости, да би у се у другом делу нашао у свету далеке будућности. Тај велики пут преко векова и векова чини се веома узбудљивим.

### Јан Бибијан. Невероватне авантуре једног детета

#### Поглавља
| - Портрет - Сусрет са ђаволчићем - Први испит - Брзо пријатељство, брзо непријатељство - Страшна седница - Очајни родитељи - Вранина прича - Да се осветимо качару - Ловци закопаног блага - Јан Бибијан с глиненом главом - Цигарета - У царству зла - Чудан сан | - Где је доспео Јан Бибијан - Необична књига - Ка горњем свету - Мирилајлај - Гвоздена шума - Љу-Љу - Љу-Љуова тајна - Мирилајлајеве жене - Моћ песме - Умро је Мирилајлај - Опет на земаљском свету - Старо пријатељство - Јан Бибијан налази своју главу |

На самом почетку, Јан Бибијан упознаје ђавола Фјута и откривају да заједно могу створити разне врсте несташлука. Живећи у празном млину, Јан Бибијан се препушта крађама, којима добија храну и у које улаже сву своју енергију. Једне ноћи се ђаволи окупе за савет, а Фјутов отац дели своју забринутост да би пријатељство његовог детета са људским дечаком могло Фјута учинити за подсмех и уништити његове дивне таленте уживања у злу.
Фјут и Јан Бибијан упознају Блатка. Направио га је грнчар, ујак Горчилан, а пошто је дечак од глине, сунце му пржи и пуца кожа по телу, а ране боле. Јан Бибијан не само да га не сажаљева, већ му и намерно откида део бутине да би му нанео још већи бол.
Истовремено, мајка и отац Јана Бибијана забринути су за њега, рекли су му да је мртав, траже га и плачу. Врана их уверава да ће га чувати и пазити јер јој је он спасио живот. Каже да је девојку која је била ћерка богатог фармера очарао зли мађионичар Мирилајлај. Али током шетње са породицом у шуми су је напали разбојници, она је успела да побегне, а њени родитељи су убијени. Изгубила се и кад је већ мислила да ће умрети у овим густим џунглама, појавио се Јан Бибијан и одвео је у град. Тамо ју је усвојио морнарички официр који је имао дивно лепу ћерку. Али једне ноћи, док су две девојке мотриле олују над луком, из воде је изашао огроман брод, испруживши две руке и зграбивши их. Ово је био ужасни Мирилајлај. Најстарију, Лиану, узео је за жену и затворио у свој подземни свет, а млађа, Ија, претворила се у црну врану.
У међувремену, стари ђаво, незадовољан пријатељством Фјутија и Јана Бибијана, мења Блатку глинену главу са главом Јана Бибијана. У почетку се дечак осећа веома добро са тако празном главом, али постепено почиње да се замера. Тада Фјут одлучује да га отме у ђавоље краљевство и одлети с њим на врх планине са које се вртоглавом брзином спуштају. Јан Бибијан, неспособан да заустави ђавола, ухвати га за реп и откине. Фјут страховито риче и толико је потресен да Јан Бибијан пада и лети у провалију, али га од сигурне смрти спашава врана која га хвата и одводи у неку другу подземну земљу - свуда су црна огледала и огроман престо - престола мађионичара Мирилајлаја, из којег излазе многе руке и зраче плавичастим сјајем. Дечак успева да пронађе врата, изађе кроз њих и нађе се у пустињи са многим другим вратима. Иза једних од њих очигледно је подземље, јер се може чути како се ђаволи препиру са Фјутом и туку га. Све док је ђавољи реп у човеку, ниједан ђаво не може ходати земљом и невољама. Тада се Јан Бибијан сети да је заборавио ред у краљевству Мирилајлаја и враћа се баш кад се старац са књигом у рукама сагне да је узме. Дечак га грубо одгурне, а реп је везао и скривен је попут појаса око струка испод кошуље.
Књига коју је старац пропустио је Књига живота. У њему су слова попут људских бића, која пужу, ходају и крива, али текст је и даље могуће прочитати. Јан Бибијан седи и чита ову књигу.
Уследила је серија несрећа, у којима је Јан Бибијан успео да се бори снагом ђавољег репа, прво у Гвозденој шуми са слугама Мирилајлаја - љуљашке, предвођене Љу-Љу, затим су превариле злог чаробњака и убиле га. Мирилајлај у бради има косу од гвожђа, сребра и злата (типичан мотив бајке) - када су везане, појављују се његове три жене. Да би ослободио вранину сестру, Јан Бибијан извлачи све три длаке. Испоставило се да је гвоздена коса ружна жена, злато је она застрашујућа која једе људске очи, а сребрна је Лиана, која воли да јој пева и најлепша је од свих. Јан Бибијан је осваја својим дивним гласом и мелодијама које познаје. Открива му се бунар живе воде - када њиме попрска Мирилајлајеве жене, оне се претворе у дуван и отровне печурке. Жива вода претвара дрвеће у Гвозденој шуми у зелено и цветају, а птице на њима претварају се у децу, коју је једном отео и очарао Мирилајлај. Једним зглобом добра Лиана попрска све и разбије чаролије. Испоставило се да су љуљашке мрави, а зли Мирилајлај се набацује на огромну торбу, коју Јан Бибијан шутира и пуца. Коначно, врана се ослобађа магије - она поново постаје девојчица Ија.
Сви се враћају у горњу земљу. Тамо Јан Бибијан среће Фјута, исцрпљеног и крајње јадног. Проналазе Блатка како би јунак вратио главу и испоставило се да се дечак од глине врло добро бринуо о својој људској глави - лице му је било опрано, чисто, коса темељито чешљана. Јану Бибијану је неугодно. Враћа реп Фјуту, а кад Блатко зарони у реку, јер га је сунце много пржило, ђаво им размењује главе. Блатко остаје на дну и вода почиње да топи његово тело, Фјут жели да га пусти да умре, али Јан Бибијан то не дозвољава, вади га зглобом којим је Лиана попрскала живу воду, Калчо прска. Тако он коначно прелази са стране зла на страну добра. Косу са ђавољег репа, коју је кришом сакрио од Фјута и завезао попут наруквице на руци, Јан Бибијан је враћа ђаволу и тако показује да више не жели да има никакве везе с њим. Врате се у родни град са Блатком као пријатељи. Звона звоне.

### Јан Бибијан на Месецу

#### Поглавља
| - Јан Бибијан по повратку из зачараног царства - Код мајстора Франца - Стари пријатељ - Авион - Неочекивани сусрет - Збогом, родни граде - После пет година - Машина - Пред одлазак - Полазак - Путовање - Вест с Месеца - Долазак на Месец - Становници Месеца - Први човечји корак на Месецу - Јагага - Царски пријем - Прва шетња | - Шта је изазвао један пуцањ - Земљини изасланици - Јагага налази изгубљене - Узнемирена Ија - Три цара на Месецу објављују Јагаги рат - Јан Бибијан победник - Мир - Јагагине кћери - Незгодан положај - Туга за Земљом - Из беде у беду - Невидљива страна Месеца - Земља зове - Свете животиње - Чувари светих животиња - Моћ сујеверја - Земља! Земља! |

Јан Бибијан је већ петнаестогодишњак. По повратку из царства мађионичара Мирилајлаја, постао је пример - брижан за родитеље, вредан, увек помажући на било који начин. Постао је миљеник града и спријатељио се са глиненим дечаком Калчом, који је на крају претходне књиге постао жива особа. Каже свом пријатељу Јану Бибијану да га вуку на звездано небо, али када Блатко понуди Фјуту да их одведе, одбија идеју и каже да жели да измисли и направи машину да би стигао тамо. Постао је шегрт Францове технике. Брзо учи замршености структуре аутомобила и мотоцикала, чак и француски из уџбеника.
Једног дана оштећени авион слетео је у поље у близини града. Јан Бибијан помаже пилотима да то поправе и као награду вози се с њима до главног града, а одатле се враћа возом. Постао је „локални херој“ и једини човек у граду који је летео. Отац Лиане и Ије послао га је у морнаричку инжењерску школу.
Две године касније, новине су известиле да је Јан Бибијан изумео нову врсту летећих машина. Покрећу је радио таласи које у њему производе космички зраци и сунчева светлост, развија се од 30 до 30.000 км / мин. У њему се налазе авиони за премештање пилота на месечеву површину, оружје величине камера које снимају зракама које држе предмете на удаљености и истовремено гађају метке и способни су да их врате. Залихе се сакупљају унутар брода 10 дана. Име машине коју је изумео Јан Бибијан је „Муња“. Радио таласи су све време у контакту са Земљом, а Јан Бибијан мирно разговара са Ијом и она га јасно чује, као да је поред ње.
Лет иде глатко, испада да месец има танак атмосферски слој, чак и пре слетања виде месечеве становнике - лунагије. Појавио се мештанин, јашући нешто што је служило као крилати коњ и изгледало је попут великог инсекта. Сам урођеник има тамно смеђе пршљенове као ноге и руке, контролише животињу уздом, а прсти на доњој страни имају мехуриће велике попут ораха. Уместо ушију, месечеви становници имају антене, које су код мушкараца веома дугачке. Усне недостају, а уста су снажно избочена. Капци су попут две ваге, а очи - као да су поређане у кутије. Имају спљоштен нос. Јан Бибијан и Калчо постају гости једног од четири краља месеца - Иагага. Има супругу Јагагаду и две ћерке Шагаду и Дагаду. Двоје земљана добијају водича - Магуа, који током акције показује тенденцију да пије вино донето са матичне планете Јана Бибијана и Блатка.
За лунарне становнике њихова матична планета се зове Маха, а Земља - Ваха. Они насељавају 4 царства и непрестано ратују једни с другима. Јан Бибијан успева да постигне мир и прима пуно злата и драгуља у знак захвалности. А најдрагоценији поклон краља Иагада је тај што жели да његове ћерке постану жене земаљских гостију. Сви покушаји јунака да се одвоје од ове краљевске милости показали су се неуспешним. Крећу у експедицију да мапирају невидљиву страну месеца. Проналазе велику планину, која је пуна дијаманата. Зову га Лијанин прстен. Уз помоћ камере и друге опреме, Јан Бибијан и Блатко мапирају места непозната научницима. Наилазе на огромне, љускаве 20-метарске гуштере са дугим вратовима налик диносаурусима. Испоставило се да су они предмет верског култа, постоје свештеници који се брину о њима и чувају их, али ко их је видео нема право да се жени или удаје према сујеверју Лунаговаца и може донети несрећу својим вољенима оне. Тако, враћајући се и причајући оно што су видели, Јан Бибијан и Блатко неочекивано избегавају нападе својих оданих и лудо заљубљених будућих жена, које од њих беже паничним вриском. Њих двоје се враћају на Земљу, где је Ија већ љубоморана на Јана Бибијана и нервира га сваки пут кад међусобно разговарају о чињеници да ју је бивши дечко Фјут, костимиран и помпезан, почео често посећивати и удварати јој се.